# Frank Schell
Frank Reamer Schell (* 22. Oktober 1884 in Harrisburg; † 5. Dezember 1959 in New Rochelle) war ein amerikanischer Ruderer. Frank Schell ruderte für den Vesper Boat Club. 
Bereits bei den Olympischen Spielen 1900 in Paris hatte der Achter des Vesper Boat Club gewonnen. Vier Jahre später bei den Olympischen Spielen 1904 in St. Louis saßen der Steuermann Louis Abell und der Schlagmann John Exley erneut im Achter, die anderen sieben Ruderer, darunter Frank Schell, waren neu hinzugekommen. In St. Louis traf der Achter des Vesper Boat Club auf den Achter des Argonaut Rowing Club aus Toronto, das einzige 1904 teilnehmende Boot, das nicht aus den Vereinigten Staaten kam. Die Mannschaft aus Philadelphia siegte mit drei Bootslängen Vorsprung.
Frank Schell blieb noch einige Jahre als Ruderer aktiv. Später wurde er Berufsoffizier in der US Army.